# Uslar
Uslar är en tysk stad i Landkreis Northeim i den sydöstra delen av delstaten Niedersachsen. Staden har en yta av 113 km² och en befolkning som uppgår till omkring 14 000 invånare. Staden ligger i sydvästra delen av bergsområdet Solling.

## Ekonomi och infrastruktur
Den viktigaste arbetsgivaren i Uslar är Demag Cranes & Components. Staden ligger vid motorvägen (tyska:Autobahn) A 7 (E45) och vid förbundsvägen (tyska:Bundesstraße) B 241.

## Personligheter
- Georg Ludwig Friedrich Laves